# Eberhard August Wilhelm von Zimmermann
Eberhard August Wilhelm von Zimmermann (Uelzen, 17 de agosto de 1743 — Brunswick, 4 de julho de 1815) foi um zoólogo, geógrafo e filósofo alemão.
Foi professor de ciências naturais em Brunswick. É autor de um dos primeiros livros sobre a distribuição geográfica dos mamíferos, Specimen Zoologiae Geographicae Quadrupedum (1777) .
Realizou viagens científicas a Inglaterra, Itália, França, Rússia e Suécia. Um de seus alunos foi Carl Friedrich Gauss. 

## Obras

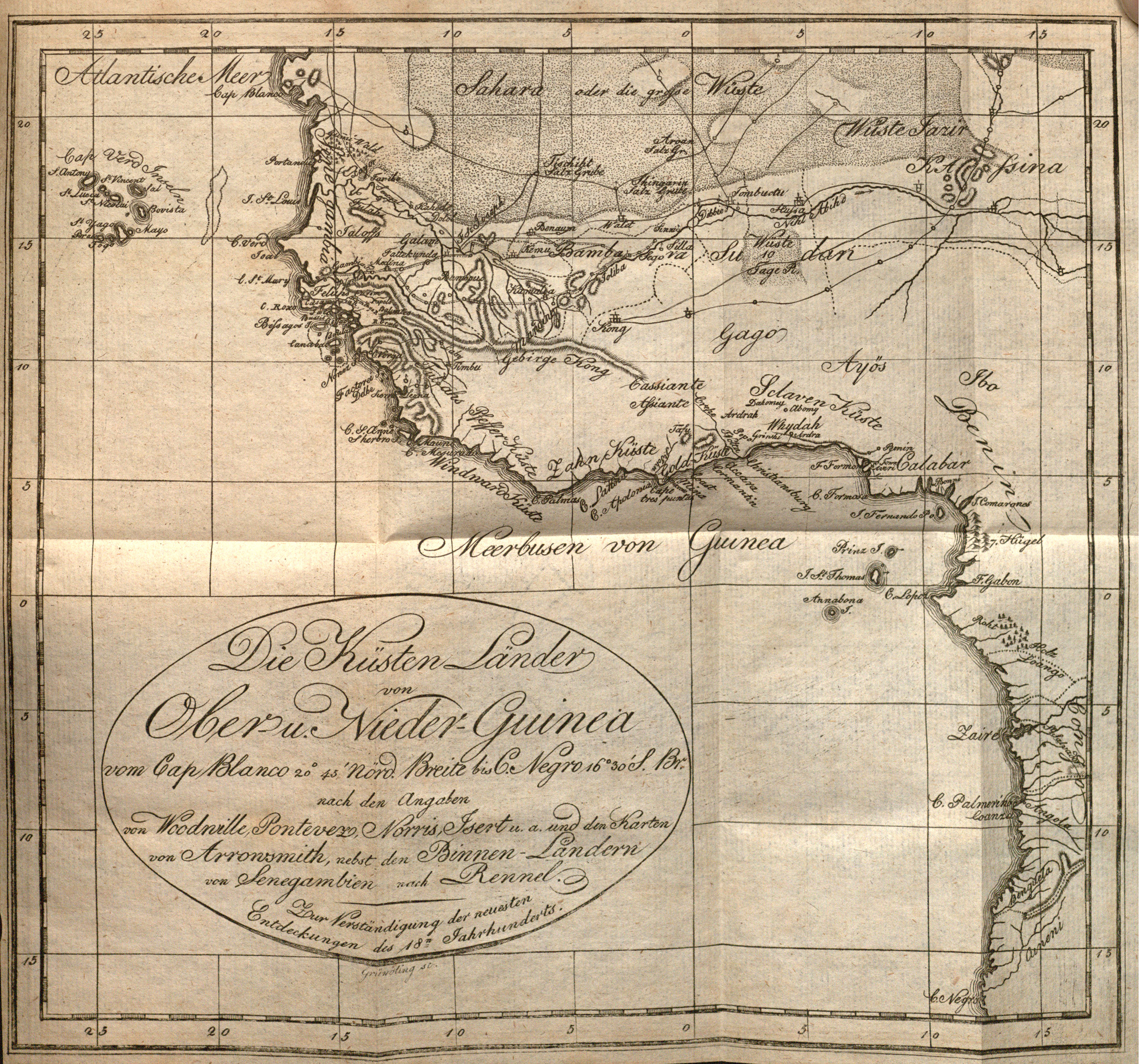
Zimmermann, Die Küsten Länder von Ober- u. Nieder-Guinea, 1802

- Geographische Geschichte des Menschen und der vierfüßigen Tiere, Leipzig 1778-83 (História geográfica dos humanos e dos animais quadrúpedes)
- Über die Kompressibilität und Elastizität des Wassers, Leipzig 1779 (Sobre a compressibilidade e elasticidade da água)
- Frankreich und die Freistaaten von Nordamerika, Berlin 1795 (França e os estados livres da América do Norte)
- Allgemeine Übersicht Frankreichs von Franz I bis auf Ludwig XVI., Berlin 1800 (Resumo geral da história francesa desde Francisco I até Luis XVI)
- Taschenbuch der Reisen, Leipzig 1802-13
- Die Erde und ihre Bewohner, Leipzig 1810-13 (A terra e seus habitantes)